# Filosofía de sistemas
Filosofía de sistemas es una disciplina dirigida a construir una nueva filosofía (en el sentido de la cosmovisión) por el uso de conceptos de sistemas. La disciplina fue descrita por primera vez por Ervin Laszlo en su libro de 1972 Introduction to Systems Philosophy: Toward a New Paradigm of Contemporary Thought (Introducción a la filosofía de sistemas: hacia un nuevo paradigma del pensamiento contemporáneo). Se ha descrito como la "reorientation of thought and world view ensuing from the introduction of "systems" as a new scientific paradigm" (reorientación del pensamiento y la visión del mundo resultante de la introducción de "sistemas" como un nuevo paradigma científico).

## Visión general
Poco después de que Laszlo fundó la filosofía de sistemas, fue puesta en contexto por Ludwig von Bertalanffy, uno de los fundadores de la teoría general de sistemas, cuando clasificó tres dominios dentro de la sistémica, a saber: 
1. " Ciencia de sistemas ", que se ocupa de la "exploración científica y teoría de" sistemas "en las diversas ciencias ... y la teoría general de sistemas como doctrina de principios que se aplican a todos los sistemas";[3]
2. "Tecnología de sistemas", que se ocupa de "los problemas que surgen en la tecnología y la sociedad modernas, que comprenden tanto el" hardware "de las computadoras, la maquinaria de autorregulación de la automatización, etc., como el" software "de nuevos desarrollos y disciplinas teóricas;[4] y
3. "Filosofía de sistemas", que se refiere a "la nueva filosofía de la naturaleza" que considera al mundo como una gran organización que es de naturaleza "organísmica" más que "mecanicista".[5]

La filosofía de sistemas consta de cuatro áreas principales: 
1. "Ontología de sistemas", que se refiere "a lo que se entiende por "sistema" y cómo se realizan los sistemas en varios niveles del mundo de la observación";[5]
2. "Paradigmas de sistemas", que se ocupa del desarrollo de visiones del mundo que "toman a la [humanidad] como una especie de sistema concreto y actual, incrustado en jerarquías naturales que abarcan sistemas físicos, biológicos y sociales concretos y reales";[6][7][8]
3. La "axiología de sistemas", que se ocupa del desarrollo de modelos de sistemas que involucran "asuntos humanísticos", y ve los "símbolos, valores, entidades sociales y culturas" como "algo muy" real "y tiene una" incrustación en un orden cósmico de jerarquías ";[9] y
4. "Filosofía de sistemas aplicados", que se ocupa del uso de los conocimientos de las otras ramas de la filosofía de sistemas para resolver problemas prácticos, especialmente los sociales y filosóficos.[10]

El término "filosofía de sistemas" se usa con frecuencia como una abreviatura conveniente para referirse a "la filosofía de sistemas", pero este uso puede ser engañoso. De hecho, la filosofía de los sistemas es simplemente el elemento de la filosofía de los sistemas llamada "ontología de sistemas" por von Bertalanffy y "metafísica de sistemas" por Laszlo. La ontología de sistemas proporciona una base importante para el pensamiento de sistemas, pero no abarca el enfoque esencial de la filosofía de sistemas, que se trata de articular una visión del mundo basada en perspectivas de sistemas y preocupaciones humanísticas. [cita requerida]

## Origen y desarrollo de la filosofía de sistemas.

### La base de filosofía de sistemas.
La filosofía de sistemas fue fundada por Ervin Laszlo en 1972 con su libro Introduction to Systems Philosophy: Toward a New Paradigm of Contemporary Thought (Introducción a la filosofía de sistemas: hacia un nuevo paradigma del pensamiento contemporáneo). El prólogo fue escrito por Ludwig von Bertalanffy . 
La "filosofía de sistemas", en el sentido del término de Ervin Laszlo, significa usar la perspectiva de los sistemas para modelar la naturaleza de la realidad y usarla para resolver problemas humanos importantes (Laszlo, 1972). Laszlo desarrolló la idea detrás de la filosofía de sistemas independientemente del trabajo de von Bertalanffy sobre la teoría general de sistemas (publicado en 1968), pero se conocieron antes de que se publicara Introduction to Systems Philosophy (Introducción a la filosofía de sistemas) y la decisión de llamar a la nueva disciplina "filosofía de sistemas" fue su decisión conjunta. Escribir Introduction to Systems Philosophy (Introducción a la filosofía de sistemas) tomó cinco años, y en su autobiografía Laszlo lo llama "mi trabajo principal".
La "gran idea" de Laszlo, que hizo posible la filosofía de los sistemas, fue que la existencia de una teoría general del sistema que captura los "patrones" que se repiten a través de la sistémica, quienes capturan "patrones" que se repiten en disciplinas especializadas, implica que el mundo está organizado como un todo y, por lo tanto, tiene una unidad subyacente. Desde este punto de vista, los dominios especiales de la naturaleza (caracterizados por las ciencias especializadas) son expresiones contingentes o arreglos o proyecciones de una realidad subyacente ordenada de manera inteligible. Si se pudiera entender la naturaleza de esta unidad subyacente y la forma en que condiciona la realidad fenomenal, proporcionaría una poderosa ayuda para resolver problemas sociológicos apremiantes y responder preguntas filosóficas profundas. 
En los años siguientes, la filosofía de sistemas se ha desarrollado de cuatro maneras importantes, que se analizan a continuación. 

### Laszlo y futuros evolutivos
El primer desarrollo es debido al propio Ervin Laszlo, y se basa en la preocupación de que la forma en que se explotan los recursos globales no tiene en cuenta los efectos sistémicos globales y parece probable que tenga consecuencias globales catastróficas. El trabajo en esta área se centra en el desarrollo de modelos e intervenciones que puedan lograr el desarrollo humano de una manera sostenible a escala global. Laszlo promueve el trabajo en esta área a través de la Fundación Internacional Club de Budapest, de la cual él es el fundador y presidente, y la revista World Futures: The Journal of General Evolution (Futuro del Mundo: El Diario de la Evolución General), de la cual es el editor.

### Ozbekhan y la problemática global
Un Contemporáneo de Laszlo, Hasan Ozbekhan en la propuesta original al Club de Roma identificó 49 Continuous Critical Problems (Problemas Críticos Continuos) (CCPs) que se entrelazan para generar la Problemática Global. Este trabajo fue descartado por el Club como demasiado humanista y adoptó el enfoque de dinámica de sistema de Jay Forrester . Esta decisión resultó en el volumen The Limits to Growth (Los límites del crecimiento).
Ozbekhan se sentó con Alexander Christakis y volvió a visitar los 49 CCPs en 1995 utilizando la metodología del Structured Dialogic Design (Diseño dialógico estructurado) (SDD) que no estaba disponible en 1970. Generaron un mapa de influencia que identificó puntos de apalancamiento para aliviar la problemática global. Posteriormente, una clase en línea en la Universidad de Flinders generó un mapa de influencia que tenía notables similitudes con el producido por Ozbekhan y Christakis.    En 2013, Reynaldo Trevino y Bethania Arango alinearon los 15 Global Challenges of the Millennium Project (Desafíos globales del Proyecto Milenio) con los 49 CCPs y generaron acciones que muestran la influencia entre los desafíos e identifican acciones para abordar los puntos de influencia.

### Apostel y la integración de la cosmovisión
El segundo capítulo fue inspirado por Leo Apostel, y se basa en la preocupación de que las cosmovisiones disciplinarias se estén fragmentando cada vez más, lo que socava el potencial del trabajo interdisciplinario y transdisciplinario requerido para abordar los apremiantes problemas sociales, culturales y económicos del mundo. Este esfuerzo se inició a través de la publicación en 1994 de Apostel et al. del libro Worldviews: from fragmentation to integration (Cosmovisiones: de la fragmentación a la integración).  Apostel promovió esta agenda formando el Worldviews Group y fundando lo que ahora es el Centro Leo Apostel para Estudios Interdisciplinarios en la Universidad Libre de Bruselas. El trabajo de estas unidades se enfoca en desarrollar modelos sistemáticos de la estructura y naturaleza de las visiones del mundo y usar esto para promover el trabajo hacia una perspectiva unificada del mundo.

### Midgley y la intervención sistémica
La tercera iniciativa fue dirigida por Gerald Midgley y refleja los asuntos de los desarrollos en filosofía del lenguaje, filosofía de la ciencia y filosofía de la sociología sugirieron que la objetividad en el modelado de la realidad es un ideal inalcanzable, porque los valores humanos condicionan lo que se incluye o excluye en cualquier investigación ("selección de contenido") y condicionan cómo se delinean los temas de interés ("crítica de límites"). La implicación de que puede ser imposible en la práctica obtener un acuerdo objetivo sobre la naturaleza de la realidad y sobre la "corrección" de las teorías inspiró a Midgley a desarrollar prácticas para intervenciones sistémicas que pudieran evitar estos debates al centrarse en los procesos involucrados en la realización de juicios de límites en situaciones prácticas Esto apoya prácticas de intervención sistemáticas que explotan, en lugar de tratar de unificar, la pluralidad de teorías y métodos que reflejan diferentes perspectivas condicionadas por el valor. Esta perspectiva se basa en el reconocimiento de que los valores deben tenerse en cuenta abiertamente en un paradigma de sistemas realistas, al contrario del mecanismo que todavía se usa ampliamente para modelar el comportamiento de los sistemas naturales. El texto central de este enfoque es el libro de Midgley 2000 Intervención sistémica: filosofía, metodología, práctica . Este enfoque ahora se llama pensamiento crítico de sistemas ("crítico" en el sentido de "reflexivo"), y es un foco principal del Centro de Estudios de Sistemas de la Universidad de Hull, del cual Midgley es el director.

### Rousseau y el valor del realismo
El cuarto desarrollo fue iniciado por David Rousseau, y se basa en el asunto del valor del relativismo que domina el discurso académico es problemático para el bienestar social e individual, es contrario a las implicaciones holísticas de la filosofía de sistemas y es inconsistente con los aspectos universalistas de las intuiciones morales y experiencias espirituales [cita requerida]   Está promoviendo la investigación para dilucidar los fundamentos ontológicos de los valores y las intuiciones normativas, a fin de incorporar los valores en el modelo de Laszlo de los sistemas naturales de una manera holística (como aboga Apostel), no reductiva (como aboga Midgley), y empíricamente apoyado (como defendió William James ). Rousseau promueve este trabajo a través del Centro de Filosofía de Sistemas, del cual es fundador y director, y proyectos de colaboración con la Universidad de Hull, donde es miembro visitante en el Centro de Estudios de Sistemas y miembro de pleno derecho del Centro de Estudios de Espiritualidad.

## Controversias en filosofía de sistemas

### La relación de la filosofía de sistemas con la teoría general de sistemas.
La relación de la general system theory (teoría general de sistemas) (GST) con la system philosophy (filosofía de sistemas) (SP) ha sido objeto de un debate técnico dentro del campo de los estudios de sistemas. 
GST fue presentado en 1969 por Von Bertalanffy como una teoría que encapsula "modelos, principios y leyes que se aplican a los sistemas generalizados o sus subclases, independientemente de su tipo particular, la naturaleza de sus elementos componentes y las relaciones o" fuerzas "entre ellos. . . . Es [una] teoría, no de sistemas de un tipo más o menos especial, sino de principios universales que se aplican a los sistemas en general ", de modo que el tema de GST es" la derivación de aquellos principios que son válidos para "sistemas" en general ". Sin embargo, a principios de la década de 1970, estaba tratando de ampliar el término para representar el tema general de la investigación de sistemas, argumentando que la ciencia de sistemas (que incluye los sistemas y la versión 'clásica' de GST), la tecnología de sistemas y la filosofía de sistemas son "aspectos "de GST que" no son separables en contenido sino distinguibles en intención ". Esta perspectiva es apoyada por los estudiosos modernos de von Bertalanffy como David Pouvreau.
Una perspectiva alternativa defiende la intención original detrás de GST y considera que la filosofía de sistemas es un esfuerzo que tiene un objetivo distinto del de GST. Esta perspectiva sigue las implicaciones que Ervin Laszlo expuso en su Introducción a la filosofía de sistemas, y considera que la filosofía de sistemas sigue una implicación de GST, a saber, que existe una realidad organizada subyacente en el mundo fenoménico, y que GST puede guiarnos hacia un comprensión de lo que la filosofía de sistemas busca dilucidar. Desde esta perspectiva, GST "es la base sobre la cual podemos construir ... filosofía de sistemas". Esta opinión fue adoptada por otros científicos de sistemas, como Béla H. Bánáthy, quien consideraba la filosofía de los sistemas como uno de los cuatro "dominios conceptuales" distintos de la investigación de sistemas junto con la teoría, la metodología y la aplicación, y el filósofo de sistemas David Rousseau, quien Después de Laszlo reiteró que GST proporciona un modelo formal de la naturaleza de la Naturaleza, pero que una comprensión de la naturaleza de la Naturaleza requiere una interpretación de GST que implique compromisos concretos que la filosofía de sistemas pretende proporcionar.
David Pouvreau ha sugerido que este dilema puede resolverse mediante la acuñación del nuevo término "sistemología general", para reemplazar el uso de GST en el sentido de la concepción global que Von Bertalanffy preveía.

### Perspectivismo vs. realismo en filosofía de sistemas
Un debate importante en la filosofía de los sistemas reflexiona sobre la naturaleza de los sistemas naturales y pregunta si la realidad está realmente compuesta de sistemas objetivamente reales, o si el concepto de "sistemas naturales" simplemente refleja una forma en que los humanos podrían considerar el mundo en términos relativos a sus propias preocupaciones 
La concepción original de Ervin Laszlo de la filosofía de los sistemas era como "una filosofía de los sistemas naturales"  y, como tal, utilizar el paradigma de los sistemas para mostrar cómo se organiza la naturaleza y cómo esa organización da lugar a las propiedades funcionales que encontramos ejercidas en Los procesos en la naturaleza. Sin embargo, esto fue inmediatamente problemático, porque es evidente que los sistemas naturales son sistemas abiertos e intercambian continuamente materia y energía con su entorno. Esto podría hacer que parezca que el límite entre un sistema y su entorno es una función de los intereses del observador, y no algo inherente a un sistema realmente existente. Algunos consideraron que los límites del sistema son construcciones subjetivas, por ejemplo, C. West Churchman argumentó que "los límites son construcciones sociales o personales que definen los límites del conocimiento que se toma como pertinente en un análisis".
Ervin Laszlo reconoció el problema sin admitir un relativismo definitivo, diciendo "no podemos concebir una separación radical entre formarse y ser formado, y entre sustancia, espacio y tiempo ... el universo se concibe como un continuo [en el cual] eventos espacio-temporales se revelan a sí mismos como "estreses" o "tensiones" dentro de la matriz constitutiva ... la matriz cósmica evoluciona en flujos modelados ... algunos flujos golpean configuraciones de estabilidad intrínseca y, por lo tanto, sobreviven, a pesar de los cambios en su entorno evolutivo ... estos los llamamos sistemas". De esta manera, Ervin Laszlo acomodó la continuidad intrínseca del cosmos entendido como plenum mientras insistía en que contenía sistemas reales cuyas propiedades emergen de la dinámica inherente del universo. 
Aunque resolver problemas sociales significa tener en cuenta las normas y perspectivas sociales, la filosofía de sistemas propone que estos problemas tengan una solución "adecuada" porque se trata de sistemas reales: como señaló Alexander Laszlo, los sistemas naturales son "un complejo de partes interactivas que están interrelacionadas de tal manera que las interacciones entre ellos sostengan una entidad que mantiene los límites ". De esta manera, la identidad de un sistema se mantiene a lo largo del tiempo a pesar de las continuas interacciones con un entorno cambiante. Los sistemas pueden destruirse o transformarse, pero en ausencia de interacciones radicales (por ejemplo, la fisión de un átomo o la muerte de un organismo) su identidad se mantiene dinámicamente mediante procesos internos (autopoiéticos). Aunque podemos trazar los límites en torno a los sistemas conceptuales de manera que sirvan a nuestras necesidades o propósitos, la naturaleza tiene (de acuerdo con la filosofía de los sistemas) formas intrínsecas de trazar límites, y si no combinamos estos en nuestros modelos, nuestras 'soluciones' podrían no funcionar muy bien en práctica. 
De esta manera, la respuesta a la pregunta ontológica sobre los sistemas naturales (¿existen?) Se condiciona a consideraciones de virtud epistemológica: se puede argumentar que los sistemas existen si la práctica de los sistemas produce resultados positivos en el mundo real. Este debate en la filosofía de los sistemas es, por lo tanto, paralelo a la discusión más amplia en la academia sobre la existencia de un mundo real y la posibilidad de tener un conocimiento objetivo al respecto (ver, por ejemplo, las "guerras de la ciencia"), en el que el éxito tecnológico de la ciencia se utiliza a menudo como un argumento a favor del realismo sobre el relativismo o el constructivismo. El debate sistémico está lejos de resolverse, como es el caso con el debate más amplio sobre el constructivismo, porque los sistemas naturales incluyen los que exhiben valores, propósitos e intencionalidad, y no está claro cómo explicar tales propiedades dado lo que se sabe sobre el fundamento naturaleza de los sistemas naturales. Por lo tanto, este debate está relacionado con los de la filosofía de la mente sobre la base de las conciencias, y en la axiología sobre la base de los valores. 

## Centros de investigación
- Centre for Systems Philosophy, UK
- Centre for Systems Studies, University of Hull, UK
- Club of Budapest, Hungary
- Leo Apostel Centre for Interdisciplinary Studies (CLEA), Free University of Brussels, Belgium
- Worldviews Archivado el 10 de febrero de 2019 en Wayback Machine., Belgium

## Otras lecturas
- Diederik Aerts, B. D'Hooghe, R. Pinxten, and I. Wallerstein (Eds.). (2011). Worldviews, Science And Us: Interdisciplinary Perspectives On Worlds, Cultures And Society - Proceedings Of The Workshop On Worlds, Cultures And Society. World Scientific Publishing Company.
- Diederik Aerts, Leo Apostel, B. De Moor, S. Hellemans, E. Maex, H. Van Belle, and J. Van der Veken (1994). Worldviews: from fragmentation to integration Archivado el 10 de febrero de 2019 en Wayback Machine.. Brussels: VUB Press.
- Archie Bahm (1981). Five Types of Systems Philosophy. International Journal of General Systems, 6(4), 233–237.
- Archie Bahm (1983). Five systems concepts of society. Behavioral Science, 28(3), 204–218.
- Gregory Bateson (1979). Mind and nature : a necessary unity. New York: Dutton.
- Gregory Bateson (2000). Steps to an ecology of mind. Chicago IL: University of Chicago Press.
- Kenneth Boulding (1985). The World as a Total System. Beverly Hills, CA.: Sage Publications.
- Mario Bunge (1977). Ontology I: The furniture of the world. Reidel.
- Mario Bunge (1979). Ontology II: A World of Systems. Dordrecht: Reidel.
- Mario Bunge (2010). Matter and Mind: A Philosophical Inquiry. New York, NY: Springer.
- Francis Heylighen (2000). What is a world view? In F. Heylighen, C. Joslyn, & V. Turchin (Eds.), Principia Cybernetica Web (Principia Cybernetica, Brussels), http://cleamc11.vub.ac.be/WORLVIEW.html Archivado el 9 de febrero de 2020 en Wayback Machine..
- Arthur Koestler (1967). The Ghost in the Machine. Henry Regnery Co.
- Alexander Laszlo & S. Krippner S. (1998) Systems theories: Their origins, foundations, and development. In J.S. Jordan (Ed.), Systems theories and a priori aspects of perception. Ámsterdam: Elsevier Science, 1998. Ch. 3, pp. 47–74.
- Laszlo, A. (1998) Humanistic and systems sciences: The birth of a third culture. Pluriverso, 3(1), April 1998. pp. 108–121.
- Laszlo, A. & Laszlo, E. (1997) The contribution of the systems sciences to the humanities. Systems Research and Behavioral Science, 14(1), April 1997. pp. 5–19.
- Ervin Laszlo (1972a). Introduction to Systems Philosophy: Toward a New Paradigm of Contemporary Thought. New York N.Y.: Gordon & Breach.
- Laszlo, E. (1972b). The Systems View of the World: The Natural Philosophy of the New Developments in the Sciences. George Braziller.
- Laszlo, E. (1973). A Systems Philosophy of Human Values. Systems Research and Behavioral Science, 18(4), 250–259.
- Laszlo, E. (1996). The Systems View of the World: a Holistic Vision for our Time. Cresskill NJ: Hampton Press.
- Laszlo, E. (2005). Religion versus Science: The Conflict in Reference to Truth Value, not Cash Value. Zygon, 40(1), 57–61.
- Laszlo, E. (2006a). Science and the Reenchantment of the Cosmos: The Rise of the Integral Vision of Reality. Inner Traditions.
- Laszlo, E. (2006b). New Grounds for a Re-Union Between Science and Spirituality. World Futures: Journal of General Evolution, 62(1), 3.
- Gerald Midgley (2000) Systemic Intervention: Philosophy, Methodology, and Practice. Springer.
- Rousseau, D. (2013) Systems Philosophy and the Unity of Knowledge, forthcoming in Systems Research and Behavioral Science.
- Rousseau, D. (2011) Minds, Souls and Nature: A Systems-Philosophical Analysis of the Mind-Body Relationship. (PhD Thesis, University of Wales, Trinity Saint David, School of Theology, Religious Studies and Islamic Studies).
- Jan Smuts (1926). Holism and Evolution. New York: Macmillan Co.
- Vidal, C. (2008). Wat is een wereldbeeld? [What is a worldview?]. In H. Van Belle & J. Van der Veken (Eds.), Nieuwheid denken. De wetenschappen en het creatieve aspect van de werkelijkheid [Novel thoughts: Science and the Creative Aspect of Reality]. Acco Uitgeverij.*
- Jennifer Wilby (2005). Applying a Critical Systematic Review Process to Hierarchy Theory. Presented at the 2005 Conference of the Japan Advanced Institute of Science and Technology. Retrieved from https://dspace.jaist.ac.jp/dspace/handle/10119/3846
- Wilby, J. (2011). A New Framework for Viewing the Philosophy, Principles and Practice of Systems Science. Systems Research and Behavioral Science, 28(5), 437–442.

- Datos: Q7663878